# Dalmatinska nogometna liga – Srednja skupina 1989./90.
Dalmatinska nogometna liga – Srednja skupina je bila jedna od tri skupine Dalmatinske nogometne lige u sezoni 1989./90., petog ranga nogometnog prvenstva Jugoslavije. 
 
Sudjelovalo je 14 klubova, a prvak je bio "Mračaj" iz Runovića.

## Ljestvica
| mj. | klub                      | ut. | pob. | ner.  | por. | gol+ | gol- | bod |
| --- | ------------------------- | --- | ---- | ----- | ---- | ---- | ---- | --- |
| 1.  | Mračaj Runović            | 26  | 15   | 8 (5) | 3    | 54   | 24   | 35  |
| 2.  | Slaven Trogir             | 26  | 12   | 9 (7) | 5    | 42   | 28   | 31  |
| 3.  | Jadran Supetar            | 26  | 14   | 4 (1) | 8    | 32   | 23   | 29  |
| 4.  | Jugovinil Kaštel Gomilica | 26  | 13   | 4 (2) | 9    | 36   | 20   | 28  |
| 5.  | Proleter Dugopolje        | 26  | 13   | 3 (2) | 10   | 40   | 35   | 28  |
| 6.  | Jadran Tučepi             | 26  | 9    | 9 (6) | 8    | 34   | 38   | 24  |
| 7.  | Omladinac Vranjic         | 26  | 10   | 6 (2) | 10   | 48   | 39   | 22  |
| 8.  | Jedinstvo Srinjine        | 26  | 10   | 6 (2) | 10   | 42   | 39   | 22  |
| 9.  | Mladost Donji Proložac    | 26  | 10   | 6 (2) | 10   | 43   | 41   | 22  |
| 10. | Uskok Klis                | 26  | 8    | 8 (6) | 10   | 35   | 38   | 21  |
| 11. | Val Kaštel Stari          | 26  | 6    | 9 (6) | 11   | 28   | 38   | 18  |
| 12. | Kolektivac Postira        | 26  | 6    | 3 (2) | 17   | 25   | 37   | 14  |
| 13. | Urania Baška Voda         | 26  | 7    | 6 (0) | 13   | 25   | 53   | 14  |
| 14. | Bratstvo Donji Vinjani    | 26  | 6    | 5 (1) | 15   | 32   | 63   | 15  |

U slučaju neodlučenog rezultata su se izvodili jedanaesterci, nakon kojih bi pobjednik dobio 1 bod, a poraženi ne bi osvojio bod.

## Rezultatska križaljka
| kratica | klub                      | BRA            | JADS           | JADT           | JED            | JUG | KOL            | MLA            | MRA            | OML            | PRO            | SLA            | URA            | USK            | VAL            |
| --- | ------------------------- | -------------- | -------------- | -------------- | -------------- | --- | -------------- | -------------- | -------------- | -------------- | -------------- | -------------- | -------------- | -------------- | -------------- |
| BRA | Bratstvo Donji Vinjani    |                |                | 0:1            |                |     | 0:0 (1:4 11 m) |                | 0:1            | 2:5            |                | 1:0            |                | 7:3            |                |
| JADS | Jadran Supetar            |                |                | 0:1            |                |     | 1:0            |                | 2:1            | 1:0            |                | 1:1 (3:4 11 m) |                | 7:3            |                |
| JADT | Jadran Tučepi             | 2:2 (5:6 11 m) | 0:0 (5:4 11 m) |                | 3:3 (4:1 11 m) | 4:0 | 1:0            | 1:1 (4:3 11 m) | 1:1 (5:4 11 m) | 3:2            | 2:0            | 1:1 (3:4 11 m) | 1:0            | 2:2 (4:3 11 m) | 0:0 (2:3 11 m) |
| JED | Jedinstvo Srinjine        |                |                | 0:0 (2:4 11 m) |                |     | 3:1            |                | 2:4            | 5:1            |                | 2:1            |                | 3:0 p.f.       |                |
| JUG | Jugovinil Kaštel Gomilica |                |                | 5:0            |                |     | 2:1            |                | 1:2            | 2:0            |                | 1:1 (4:2 11 m) |                | 1:0            |                |
| KOL | Kolektivac Postira        | 4:3            | 0:1            | 3:0            | 2:2 (3:4 11 m) | 1:0 |                | 2:1            | 1:2            | 2:1            | 0:1            | 1:2            | 1:1 (3:2 11 m) | 0:1            | 4:0            |
| MLA | Mladost Donji Proložac    |                |                | 3:2            |                |     | 1:0            |                | 0:0 (7:8 11 m) | 3:3 (2:4 11 m) |                | 3:1            |                | 1:5            |                |
| MRA | Mračaj Runović            | 1:1 (3:1 11 m) | 2:0            | 3:2            | 4:0            | 1:0 | 1:0            | 1:1 (10:11 m)  |                | 3:1            | 4:1            | 3:2            | 6:0            | 7:1            | 3:0            |
| OML | Omladinac Vranjic         | 4:1            | 1:2            | 2:1            | 3:0            | 2:1 | 3:0            | 3:0            | 2:0            |                | 1:1 (3:5 11 m) | 1:1 (2:4 11 m) | 0:1            | 4:1            | 4:2            |
| PRO | Proleter Dugopolje        |                |                | 1:2            |                |     | 1:0            |                | 2:0            | 2:2 (2:4 11 m) |                | 1:0            |                | 1:0            |                |
| SLA | Slaven Trogir             | 6:2            | 1:0            | 1:0            | 1:1 (5:4 11 m) | 2:1 | 2:0            | 1:0            | 2:2 (5:6 11 m) | 2:2 (3:0 11 m) | 2:1            |                | 3:1            | 1:0            | 5:0            |
| URA | Urania Baška Voda         |                |                | 0:1            |                |     | 2:1            |                | 1:1 (2:4 11 m) | 1:0            |                | 1:1 (3:4 11 m) |                | 1:1 (1:3 11 m) |                |
| USK | Uskok Klis                | 4:0            | 1:0            | 3:1            | 2:1            | 0:2 | 1:0            | 1:1 (4:1 11 m) | 0:0 (3:5 11 m) | 1:1 (4:2 11 m) | 1:1 (3:4 11 m) | 0:1            | 6:0            |                | 0:0 (5:4 11 m) |
| VAL | Val Kaštel Stari          |                |                | 5:2            |                |     | 4:1            |                | 1:1 (3:1 11 m) | 1:0            |                | 1:1 (3:5 11 m) |                | 1:1 (3:4 11 m) |                |
| |                           |                |                |                |                |     |                |                |                |                |                |                |                |                |                |
| podebljan rezultat - utakmice od 1. do 13. kola (1. utakmica između klubova) rezultat normalne debljine - utakmice od 14. do 26. kola (2. utakmica između klubova) rezultat nakošen - nije vidljiv redoslijed odigravanja međusobnih utakmica iz dostupnih izvora rezultat nakošen i smanjen * - iz dostupnih izvora nije uočljiv domaćin susreta prekrižen rezultat - poništena ili brisana utakmica p - utakmica prekinuta 3:0 p.f. / 0:3 p.f. - rezultat 3:0 bez borbe (_:_ 11 m) - rezultat u raspucavanju jedanaesteraca u slučaju neriješenog rezultata |                           |                |                |                |                |     |                |                |                |                |                |                |                |                |                |

 Izvori: 

## Kvalifikacije za Hrvatsku ligu – Jug
Igrano u Dugom Ratu od 25. do 27. svibnja 1990. 
| Mračaj Runović |  | – |  | Orebić                |  | 2:2 (5:3 11 m) |  |  |
| Orebić         |  | – |  | Jedinstvo Islam Grčki |  | 2:0            |  |  |
| Mračaj Runović |  | – |  | Jedinstvo Islam Grčki |  | 3:0 p.f.       |  |  |

"Mračaj" i "Orebić" ostvarili plasman u Hrvatsku nogometnu ligu – Jug. 
 Izvori: 

## Unutarnje poveznice
- Dalmatinska liga – Južna skupina 1989./90.
- Dalmatinska liga – Sjeverna skupina 1989./90.
- Hrvatska liga – Jug 1989./90.
- Prvenstvo NSO Split 1989./90.